# Lincoln Chafee
Lincoln Davenport Chafee (Providence (Rhode Island), 26 maart 1953) is een Amerikaans politicus. Van 1993 tot 1999 was Chafee burgemeester van Warwick, van 1999 tot 2007 zetelde hij voor Rhode Island in de Senaat waar hij zijn vader John Chafee opvolgde, en van 2011 tot 2015 was hij gouverneur van Rhode Island. Chafee was een Republikein tot 2007. Daarna was hij onafhankelijke, vervolgens Democraat en in 2019 werd hij lid van de Libertarische Partij. In 2020 stelde Chafee zich voor die laatste partij kandidaat in de presidentsverkiezingen.

## Biografie
Lincoln Davenport Chafee ging naar school in Warwick, Rhode Island, de "Providence Country Day School", en later naar de Phillips Academy in Andover, Massachusetts. Aan de Brown-universiteit was Chafee teamcaptain van het worstelteam, en hij behaalde er in 1975 een Bachelor of Arts in klassieke oudheden. Hij volgde daarna aan de Montana State University een opleiding van 16 weken tot hoefsmid in Bozeman. In de daaropvolgende zeven jaar werkte hij als hoefsmid op paardenraces in de VS en Canada. Een van de door hem verzorgde paarden, Overburden, verbrak het baanrecord op Northlands Park in Edmonton.

In 1985 werd hij actief als (lokaal) politicus. Van 1992 tot 1999 was Chafee burgemeester van de plaats Warwick, tot hij in 1999 voor de Republikeinse Partij senator werd voor Rhode Island als opvolger van zijn overleden vader, de Republikein John Chafee. In 2006 werd hij verslagen door de Democratische kandidaat Sheldon Whitehouse.
Van 2007 tot 2010 werkte hij als hoogleraar aan de Brown-universiteit, tot hij bekendmaakte zich kandidaat te stellen voor het gouverneurschap van Rhode Island als een onafhankelijke. Dit is in de Verenigde Staten niet iets ongebruikelijks, maar door het tweepartijenstelsel hebben de Democratische en Republikeinse Partij vrijwel altijd een dominante invloed. Desondanks versloeg Chafee de kandidaten van de grote partijen en werd hij gekozen als de 74e gouverneur van Rhode Island, een functie die zijn vader en overgrootvader ook hadden bekleed.
In 2013 maakte Chafee bekend dat hij lid is geworden van de Democratische Partij. Na een termijn van vier jaar besloot Chafee zich bij de gouverneursverkiezingen van 2014 niet opnieuw verkiesbaar te stellen. Hij werd op 6 januari 2015 opgevolgd door zijn partijgenoot en winnaar van de verkiezingen Gina Raimondo, de eerste vrouwelijke gouverneur in de geschiedenis van Rhode Island.
Chafee maakte op 3 juni 2015 bekend dat hij een gooi zou doen naar het kandidaatschap namens de Democratische Partij voor de Amerikaanse presidentsverkiezingen van 2016. Zijn campagne verliep moeizaam en op 23 oktober, kort na het eerste televisiedebat tussen Democratische kandidaten, trok Chafee zich terug.
In 2020 stelt Chafee zich kandidaat voor de presidentsverkiezingen als Libertair.
- Gemeinsame Normdatei: 1196055300
- International Standard Name Identifier: 0000 0000 5402 8990
- Library of Congress Control Number: no2007134151
- Biographical Directory of the United States Congress: C001040
- Virtual International Authority File: 4723202
- WorldCat: E39PBJjCX7kDMpVC7GdYCBqG73